# Hans Adolf Krebs
Sir Hans Adolf Krebs (Hildesheim, 25 agosto 1900 – Oxford, 22 novembre 1981) è stato un biochimico e medico tedesco naturalizzato britannico, famoso per i suoi studi sul ciclo dell'acido citrico, più conosciuto come ciclo di Krebs, e Premio Nobel per la medicina nel 1953.

## Biografia
Nato a Hildesheim, in Germania, da Alma e Georg Krebs (un otorinolaringoiatra), frequentò le scuole della sua città; in seguito studiò medicina all'Università di Gottinga dal 1918 al 1923. Conseguì il dottorato di ricerca presso l'Università di Amburgo nel 1925, poi studiò chimica a Berlino per un anno, diventando successivamente assistente di Otto Warburg al Kaiser Wilhelm Institute fino al 1930.
Nel 1933, poiché ebreo per parte di madre, gli fu vietato di praticare la medicina ed emigrò in Inghilterra. Venne invitato a Cambridge, lavorando per il dipartimento di biochimica alle dipendenze di Sir Frederick Gowland Hopkins. Nel 1939 ottenne la cittadinanza britannica. Nel 1945 divenne professore di biochimica all'università di Sheffield.
L'area di maggior interesse fu il metabolismo: nel 1932 scoprì il ciclo dell'urea, nel 1937 il ciclo dell'acido citrico, ancora ampiamente chiamato ciclo di Krebs. L'articolo contenente il resoconto della caratterizzazione del ciclo di Krebs fu inizialmente inviato alla prestigiosa rivista Nature, che lo rifiutò nel giugno 1937 adducendo le seguenti motivazioni:
L'editore di Nature fa i suoi complimenti al Dr. H. A. Krebs e si rammarica perché, avendo già testi a sufficienza per riempire le colonne di Nature per sette o otto settimane, non è al momento in grado di accettare alcun manoscritto per l'eccessivo ritardo con cui verrebbe pubblicato. 
Se per il Dr. Krebs tale ritardo non rappresenta un problema, l'editore è pronto a conservare il testo fino al termine di tale congestionamento, nella speranza di poterlo utilizzare. In ogni caso lo riconsegna, qualora il Dr. Krebs preferisca proporre la pubblicazione ad un altro periodico. 
L'articolo fu in effetti pubblicato due mesi dopo dalla meno blasonata rivista Enzymologia. Krebs conservò e mostrò più volte la lettera di rifiuto della rivista, che utilizzò in molti suoi discorsi per incoraggiare i giovani scienziati. In appendice alla prima pubblicazione di questi studi era presente la prima tavola sulla termodinamica, scritta da K. Burton, contenente costanti di equilibrio ed energia libera di Gibbs di formazione delle specie chimiche, utili per studiare reazioni biochimiche non ancora avvenute.
Nel 1953 vinse il Premio Nobel per la Medicina. Nel 1958 fu nominato Sir. Morì a Oxford nel 1981.
Anche suo figlio, Sir John Krebs, è uno scienziato di fama.